# Madame Suzy
Madame Suzy war der Geschäftsname einer sehr bekannten Pariser Modistin.
Sie begann mit 15 Jahren eine Ausbildung als Modistin im Salon von Suzanne Talbot, einige Jahre später wechselte sie zu Maria Guy an der Place Vendome. Spätestens ab den 1910er Jahren hatte sie einen eigenen Salon in der Rue de la Paix 5, wo sie bald zahlreiche prominente Kundinnen gewinnen konnte, darunter Marina, Duchess of Kent, als diese 1934 in Paris ihre Brautausstattung einkaufte. Eine weitere prominente Kundin war Wallis Simpson, Duchess of Windsor, amerikanische Modeikone und Ehefrau des vormaligen britischen Königs Eduard VIII., die bei ihrem Aufenthalt in Paris 1937 bei Madame Suzy 10 Hüte kaufte.
In den späten 1930er und den 1940er Jahren waren die exotischen und farbenfrohen Kreationen von Madame Suzy stilbestimmend für die Pariser Damenhutmode und erschienen im Mai 1938 auf dem Cover der britischen Vogue. Während des Krieges und der Besetzung Frankreichs emigrierte sie in die USA, kehrte aber 1944 nach Paris zurück. In den folgenden ersten Jahren nach dem Krieg entwarf sie weiterhin Mode vor allem für den amerikanischen Markt.
In den 1940er Jahren wurden unter ihrem Namen mehrere Parfüms lanciert, beginnend mit Ecarlate de Suzy (in den USA unter dem Namen Scarlet de Suzy) in einem Flakon, dessen Stöpsel die Form eines Damenhutes hatte, gefolgt von Madrigal, Bandbox und Golden Laughter.
In den 1950er Jahren schloss Madame Suzy ihr Geschäft.
Ein in den 1940er und 1950er Jahren in den USA vertriebenes Hutlabel Suzy of California bzw. Suzi of California steht vermutlich in keiner Verbindung zu Madame Suzy.